# Cellule mastoïdienne
Les cellules mastoïdiennes sont des cavités remplies d'air (pneumatisation) du processus mastoïde de l'os temporal.
L'infection de ces cellules est appelée mastoïdite. Le terme "cellules" fait référence à des espaces clos, et non à des cellules en tant qu'unités biologiques vivantes.

## Description
Les cellules mastoïdiennes se répartissent dans le processus mastoïde.
Leur nombre et leur taille sont variables. Dans la partie supérieure et antérieure du processus, elles sont grandes et irrégulières et remplies d'air. Dans la partie inférieure, leur taille diminue. Au sommet du processus, elles sont plutôt petites et remplies de moelle. Parfois elles sont totalement absentes et le processus est compact.

## Embryologie
À la naissance, le processus mastoïde ne présente pas de pneumatisation, mais celle-ci se produit avant l'âge de six ans.

## Rôle
Les cellules mastoïdiennes sont supposées protéger l'os temporal et l'oreille interne et moyenne contre les traumatismes dus à la pression de l'air.

## Aspect clinique
Les infections de l'oreille moyenne peuvent facilement se propager dans la région mastoïdienne via l'aditus ad antrum et l'antre mastoïdien, provoquant une mastoïdite.